# Santiago Cabrera
Santiago Cabrera (Caracas, Venezuela, 5 de mayo de 1978) es un actor venezolano-chileno. Es más conocido por haber interpretado a Isaac Méndez en la serie Héroes, a Lancelot en la serie Merlín, al mosquetero Aramis en The Musketeers, a Darius Tanz en la serie Salvation y a Cristóbal Ríos en Star Trek: Picard.

## Biografía
Nació en Caracas (Venezuela), donde sus padres se encontraban trabajando en la misión diplomática de Chile, por lo cual tiene la nacionalidad venezolana. A los dos años de edad se mudó junto con su familia a Canadá. Posteriormente se trasladaron a Rumania, donde estudió en un colegio estadounidense. Sus padres decidieron volver a Chile, país donde cursó los dos últimos años de la enseñanza secundaria. Luego se fueron a Londres, donde estuvo cuatro años. La siguiente parada fue nuevamente Chile, país en el cual terminó su enseñanza media y estudió la carrera de psicología por tres años, sin terminarla.
Antes de estudiar actuación se dedicó al fútbol, pero al ver que no tenía un futuro auspicioso, decidió retirarse e irse a Inglaterra. Allí estudió Teatro en el Drama Centre. Debido a la sobrecarga monetaria que estaban llevando sus padres al pagar sus estudios, decidió buscar un mecenas. Hoy en día sigue practicando tal deporte ya que juega en ligas amateurs en Estados Unidos, donde compite con otros personajes del medio y artistas de todo ámbito.
Habla con fluidez el español y el inglés.

## Carrera
En 2005 su carrera como actor se inició cuando se unió al elenco protagónico de la miniserie norteamericana Empire, de la cadena ABC, donde interpretó al joven Octavius. 
En 2006 se unió al elenco protagónico de la serie Héroes, transmitida por la NBC, donde interpretó a Isaac Méndez, un pintor con el poder de predecir el futuro a través de sus cuadros. 
En 2008 se unió a la serie británica Merlín donde dio vida a Sir Lancelot, hasta el final de la serie en 2011 (la serie fue retransmitida en decenas de países con gran éxito, entre ellos España y diversos países de Latinoamérica).
En 2010 participó en la película Cristiada donde interpretó al sacerdote Vega que se levanta en armas. La película narró la persecución cristera en México entre 1926 y 1927 contra los católicos, un capítulo borrado oficialmente de la historia de México en la que se persiguió a los católicos, se asesinó a sacerdotes, mujeres y niños y se creó una guerra que produjo mártires. En la película participó a lado de estrellas latinoamericanas como Andy García, Eva Longoria, Rubén Blades, Catalina Sandino, Oscar Isaac, Eduardo Verástegui, Karime Lozano, entre otros. La película fue estrenada en México en abril de 2012 rompiendo récords de audiencia. 
Ese mismo año apareció en la serie norteamericana Dexter donde interpretó al periodista Salvador "Sal" Price, que muere luego de ser envenenado por la asesina Hannah McKay (Yvonne Strahovski).
En 2013 apareció en la miniserie Anna Karenina donde dio vida a Vronsky.
En 2014 se unió al elenco principal de la serie The Musketeers donde interpretó al famoso mosquetero Aramis, hasta el final de la serie en el 2017.
En febrero de 2017 se anunció que se había unido al elenco de la nueva serie Salvation. Allí interpretó a Darius Tanz, un excéntrico multimillonario que debe trabajar contra reloj para salvar la Tierra de un asteroide.

## Vida personal
Está casado con la directora de teatro Anna Marcea con quien tiene un hijo.

## Filmografía

### Cine
| Año  | Título                            | Personaje                   | Notas |
| ---- | --------------------------------- | --------------------------- | ----- |
| 2004 | Haven                             | Gene                        |       |
| 2006 | Love and Other Disasters          | Paolo Sarmiento             |       |
| 2008 | Che                               | Camilo Cienfuegos           |       |
| 2010 | Mean to Be                        | Ben                         |       |
| 2010 | La vida de los peces              | Andrés                      |       |
| 2012 | Cristiada                         | Padre Vega                  |       |
| 2017 | Transformers: el último caballero | Santos                      |       |
| 2017 | What Happened to Monday?          | Procesador de infomerciales |       |
| 2019 | Ema                               | Aníbal                      |       |
| 2020 | Godmothered                       | Hugh                        |       |
| 2024 | Beetlejuice Beetlejuice           | Richard                     |       |

### Series de televisión
| Año       | Título               | Personaje              | Notas                                                                                 |
| --------- | -------------------- | ---------------------- | ------------------------------------------------------------------------------------- |
| 2003      | Spooks               | Camilo Henríquez       | Temporada 2; episodio 9                                                               |
| 2003      | Judge John Deed      | Carlos Fedor           | Temporada 3; episodio: «Conspiracy»                                                   |
| 2004      | Así Somos            | Cartero                | Temporada 4; episodio: «Nicki's POV»                                                  |
| 2005      | Empire               | Octavius               | Protagonista (miniserie)                                                              |
| 2005      | ShakespeaRe-Told     | Lucentio               | Episodio: «The Taming of the Shrew»                                                   |
| 2006–2009 | Héroes               | Isaac Méndez           | Principal (temporada 1) Invitado (temporada 4); episodio: «Once Upon a Time in Texas» |
| 2008–2011 | Merlín               | Lancelot               | 6 episodios                                                                           |
| 2011      | Covert Affairs       | Xabier Etxarte         | Temporada 2; episodio: «The Wake-Up Bomb»                                             |
| 2012      | Alcatraz             | Jimmy Dickens          | Temporada 1; episodio: «Pilot»                                                        |
| 2012      | Hemingway & Gellhorn | Robert Capa            | Película de televisión                                                                |
| 2012      | Dexter               | Sal Price              | 3 episodios (temporada 7)                                                             |
| 2012      | Falcón               | Juez Esteban Calderón  | 2 episodios (miniserie)                                                               |
| 2013      | Anna Karenina        | Aleksej Vronsky        | Principal (miniserie)                                                                 |
| 2014–2016 | The Musketeers       | Aramis                 | Principal; 30 episodios                                                               |
| 2016      | The Mindy Project    | Diego                  | Episodio: «Under the Texan Sun»                                                       |
| 2017–2019 | Big Little Lies      | Joseph Bachman         | Recurrente; 8 episodios                                                               |
| 2017–2018 | Salvation            | Darius Tanz            | Protagonista; 26 episodios                                                            |
| 2020–2022 | Star Trek: Picard    | Cristóbal «Chris» Rios | Principal; 18 episodios                                                               |
| 2022      | The Flight Attendant | Marco                  | 4 episodios                                                                           |
| 2022      | Undone               | Padre Reyes            | Episodio: «Mexico»                                                                    |
| 2023      | Luces de neón        | Oscar                  | 6 episodios                                                                           |
| 2024      | The Cleaning Lady    | Jorge Sánchez          | Principal (temporada 3); 12 episodios                                                 |
| 2024      | Land of Women        | Amat                   | Principal; 6 episodios                                                                |

### Podcasts
- Hindsigth: The Day Before[10] En porst producción. Fecha a estrenar 2023.

- Premios Altazor: Mejor actor en cine (La vida de los peces)